# Jarrón

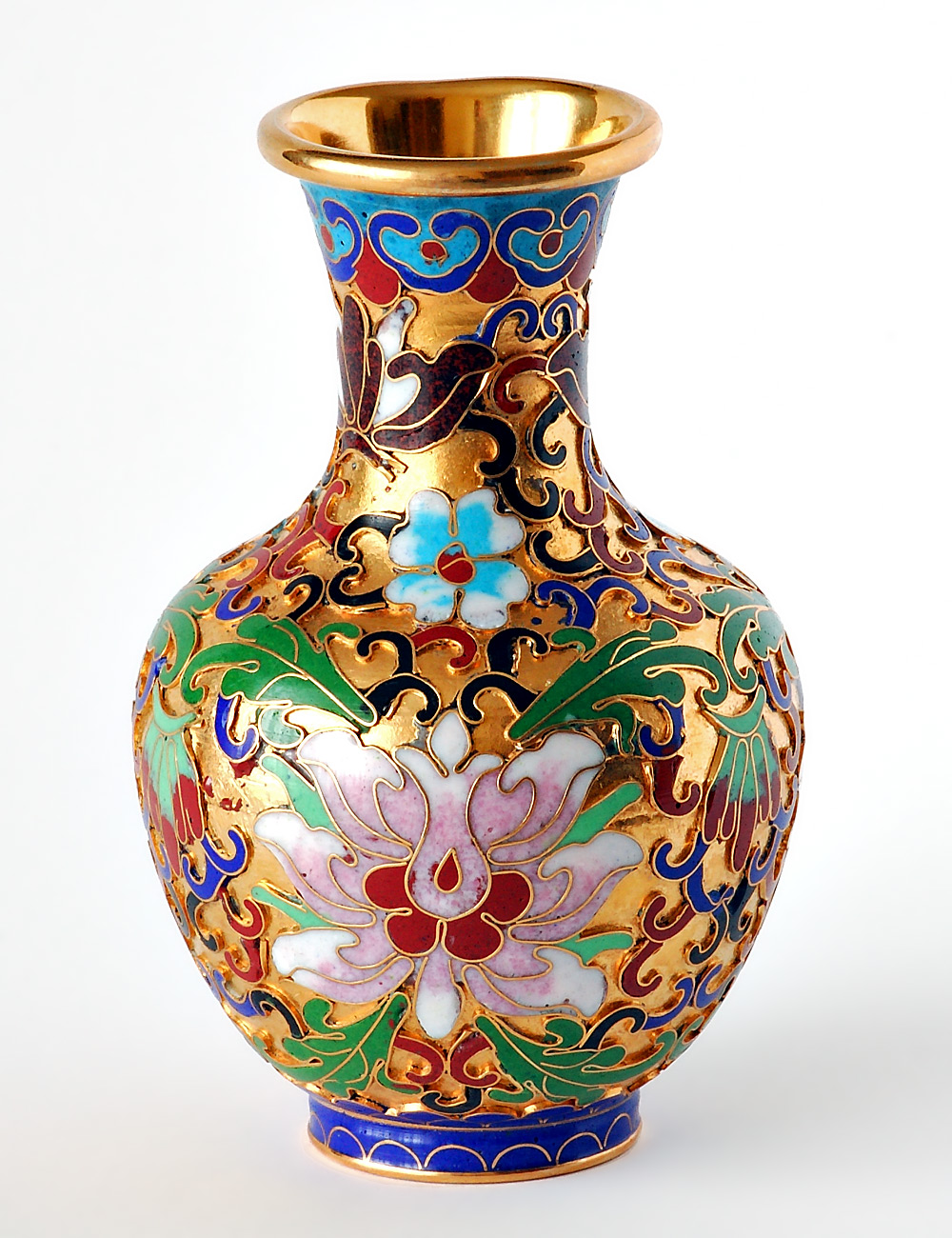
Jarrón.

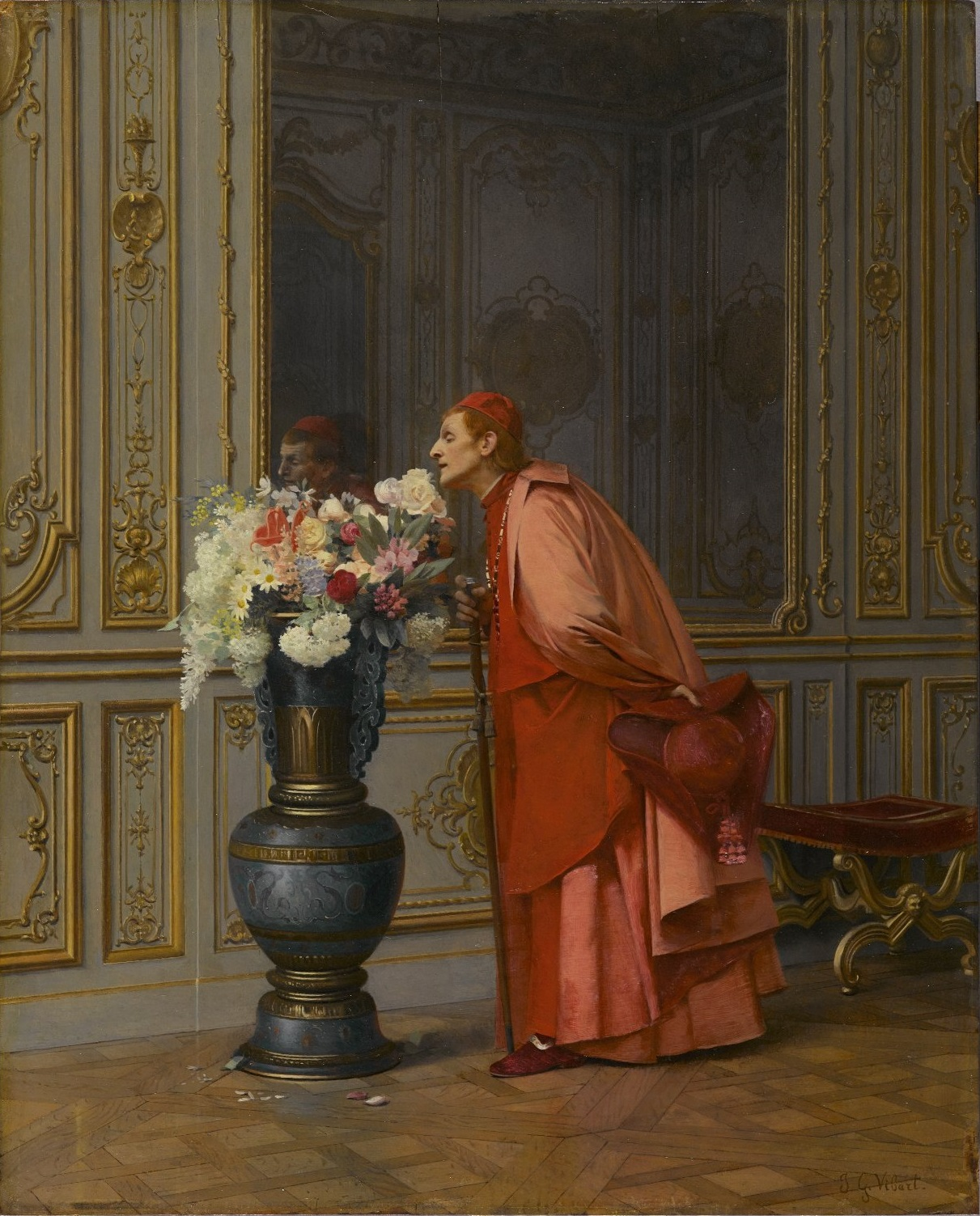
Una elección difícil, pintura de Jehan Georges Vibert, representando un jarrón monumental. Brooklyn Museum.

Un jarrón es un recipiente en forma de vaso alto, copa o jarro, grande y de función ornamental. Se presenta liso o decorado independientemente de su fábrica (cerámica, vidrio, metal, etc). Elemento o pieza habitual en arquitectura, tuvo una gran tradición como adorno o remate en edificios y jardines.
En decoración de interiores, se valoran en especial los delicados jarrones chinos por su antigüedad, fina porcelana, armonía de formas y decoración, alcanzando precios sorprendentes en las subastas de arte.

## En las artes

### En arquitectura
Partiendo de la tipología griega —aunque ha habido otras fuentes—, la arquitectura ha utilizado diversos prototipos de jarrón, en el remate de barandillas, escaleras, cornisas, columnas de jardín y otros espacios especialmente exteriores, aunque los palacios barrocos también han aportado una extensa gama de jarrones (arquitectónicos) en interiores.

#### Tipología elemental
A partir del ejemplo de los modelos del Cerro de Santa Lucía de Santiago de Chile, se pueden diferenciar:
- Jarrones cántaro con cabezas de faunos, leones u otras imágenes de la mitología.
- Jarrones con diseños herencia del románico.
- Jarrones de copas, vasos o fuentes, con una banda de decoración de estilo románico y predominio de motivos vegetales.
- Copa modelo "Médicis" o "Regencia" (muy frecuente en mármol y piedra).
- Jarrones de cuerpo liso y base de copa estriada.
- Jarrones con pliegues y trompa lisa.
- Jarrones con pliegues y asas.
- Jarrones con pliegues y base estriada.
- Jarrones de tipo urna o copa-urna.
- Jarrones de tipo "Val D'Osne" de copa alta, asas y decoración renacentista.
- Pilón de estría doble.

### En la escultura
En la escultura, el jarrón puede presentarse por sí mismo, como símbolo y forma, o como complemento dentro de un conjunto escultórico. En el primer caso ha llegado a competir con otras piezas artísticas en las galerías de los grandes palacios imperiales, como el de Versalles en Francia, el de Buckingham en Inglaterra, el Palacio Real de Madrid o el de Nápoles en Italia, (entre otros muchos).
Objeto frecuente en los conjuntos escultóricos, el jarrón, casi indispensable en el entramado arquitectónico, también juega un papel importante en las composiciones acuáticas, como continente y boca de riego para realzar los recursos de las esculturas en fuentes y jardines.

### En la cerámica

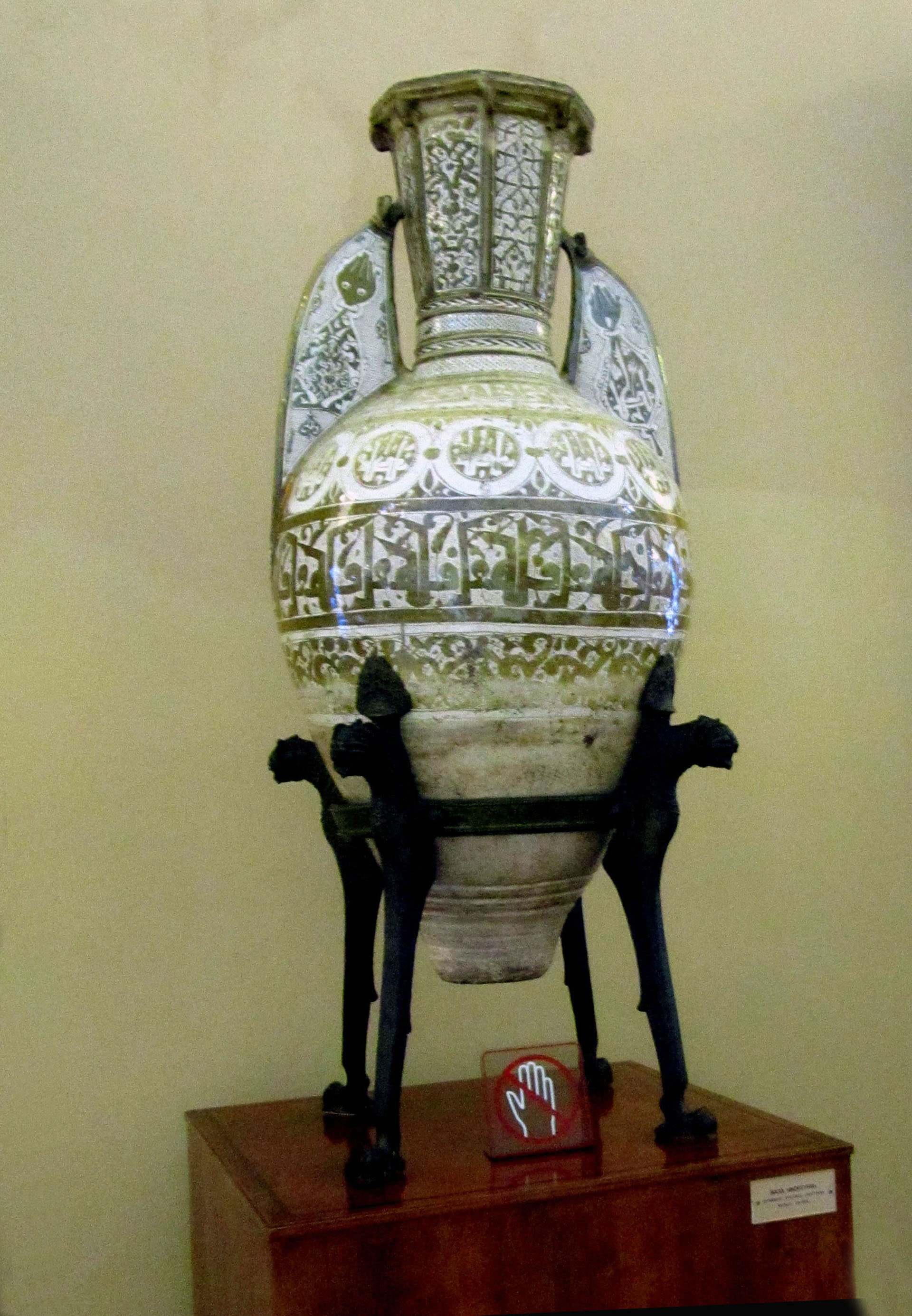
"Vaso Fortuny" en el Museo del Ermitage.

Más allá de la extensa tipología de vasos griegos que en la historia del arte y la arquitectura han servido como modelos para el diseño y uso de jarrones de todos los tipos y para los más diversos usos, cabe destacar los llamados "jarros de la Alhambra", como el vaso de Fortuny, pieza de cerámica hispano árabe de reflejos dorados datada en el siglo XIV.

#### Jarrones chinos
Con una larga tradición, avalada y reforzada por su antigüedad como pieza de la cerámica del Extremo Oriente, el jarrón chino ha conformado una cultura propia con presencia habitual en campos tan distintos como la literatura, la pintura y el coleccionismo anticuario. Algunos estudios han querido relacionar el jarrón chino con el concepto y técnicas del feng shui.
Su definición esencial, según un experto, ha sido y sigue siendo "la síntesis de  belleza y fragilidad". Su fragilidad casi ha degenerado en tópico, acuñando expresiones como la que relaciona los «jarrones chinos» como algo tan valioso que nadie sabe dónde ponerlo.
Entre los grandes coleccionistas de jarrones chinos —conocidos— puede mencionarse por ejemplo el cantante de rock Elton John.

### En la pintura
Elegido por su belleza de formas y sencillez por pintores de todas las épocas, desde el español Francisco Zurbarán al post-impresionista francés Paul Cézanne, el jarrón, por su condición de recipiente floral ideal es motivo recurrente en bodegones, naturalezas muertas o «bouquets». De estos últimos ha existido una excelente tradición en la pintura neerlandesa de los siglos XVII y XVIII, recuperada en el siglo XIX por algunos maestros impresionistas como Renoir.

### En la pintura de bodegón

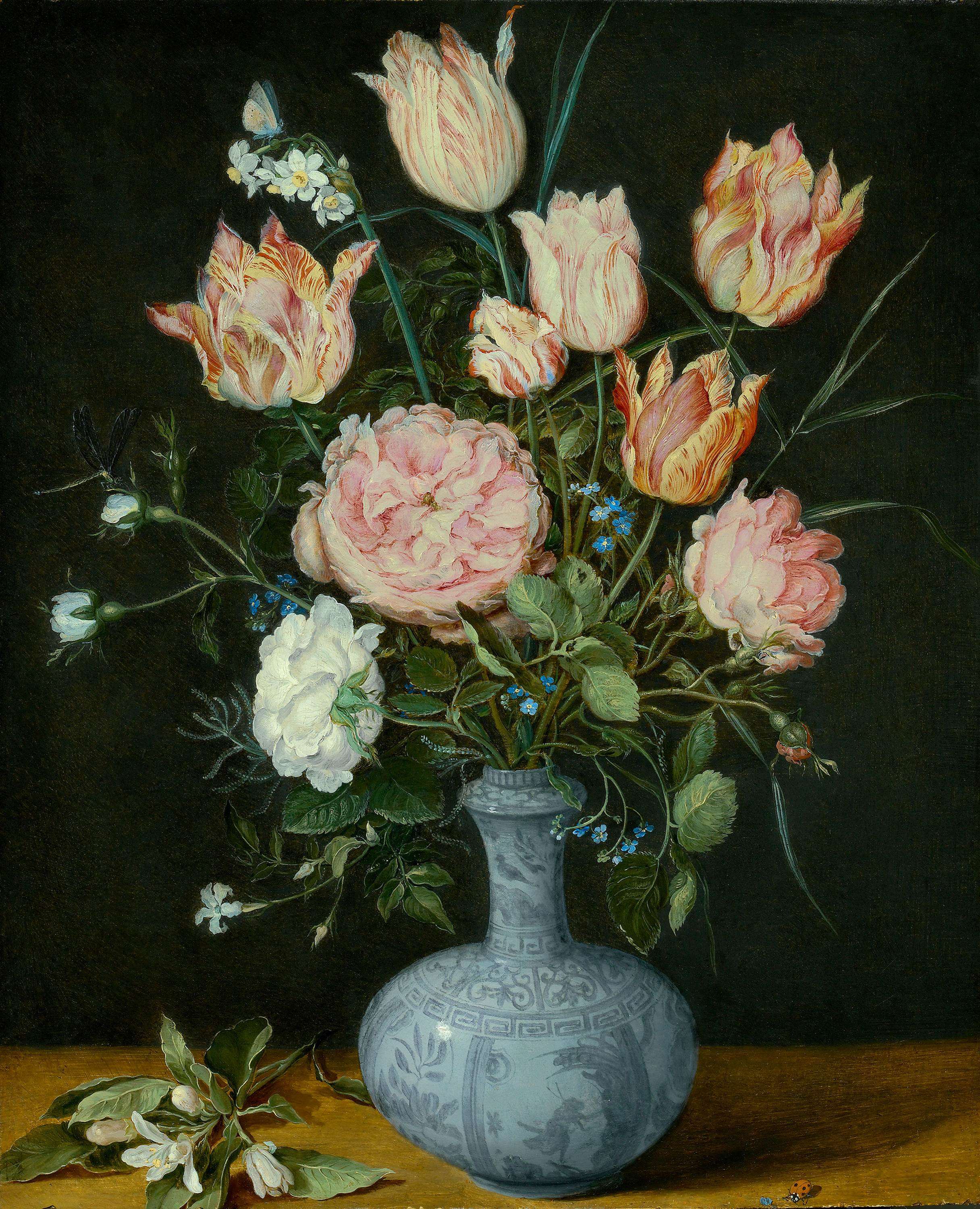
Jarrón chino con flores, bodegón de Jan Brueghel el Viejo, hacia 1610. En el Mauritshuis.
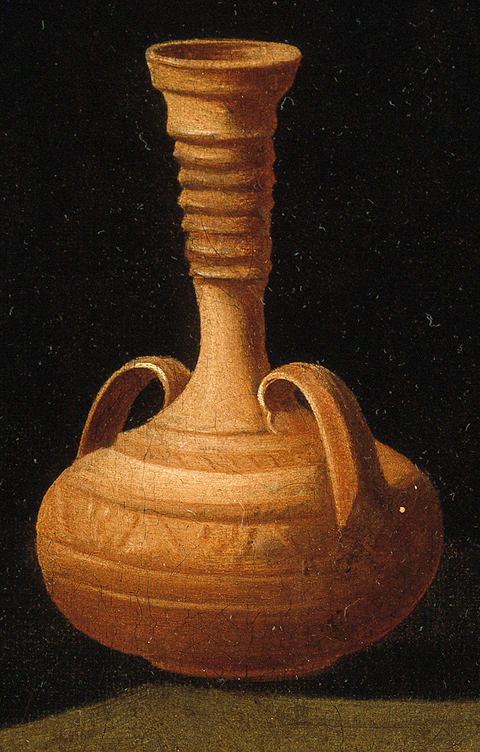
Jarrón alfarero del bodegón de Zurbarán Bodegón con cacharros (ca. 1633). Museo del Prado.
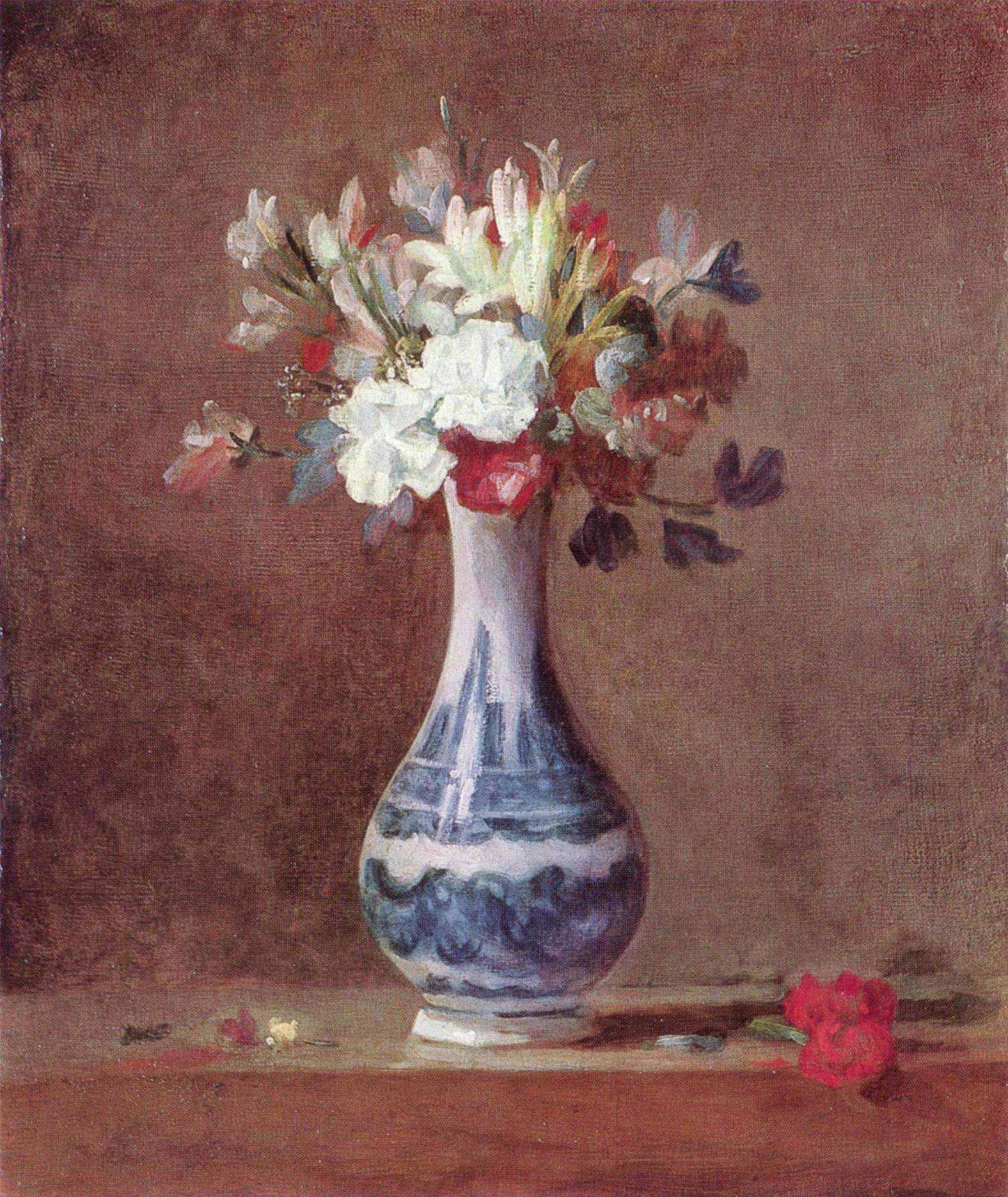
Jarrón con «bouquet» floral por Jean-Baptiste Siméon Chardin, hacia 1760. Galería Nacional de Escocia.
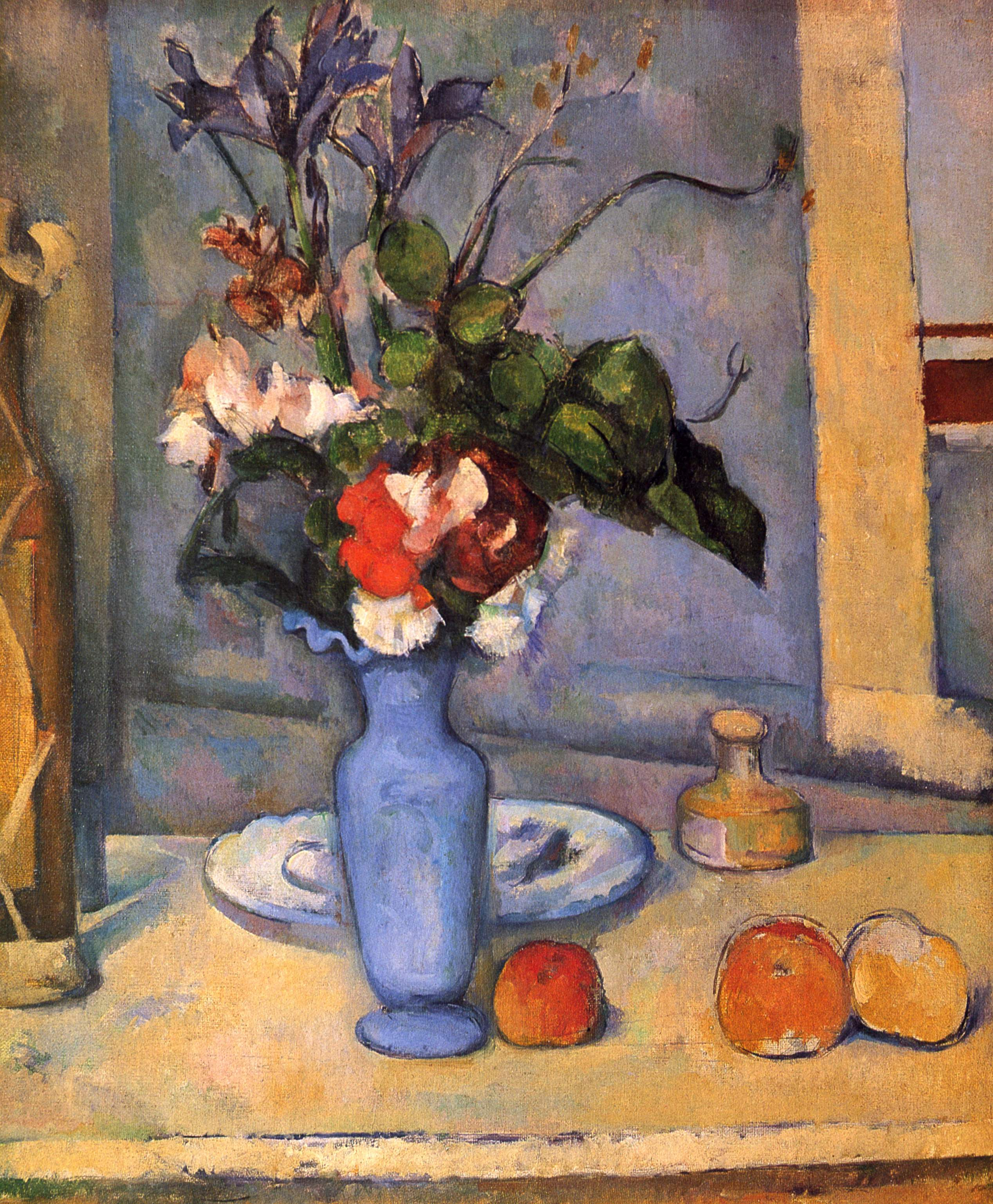
El jarrón azul, Paul Cézanne (hacia 1887). Museo de Orsay.

## En heráldica

Un jarrón con azucenas en el escudo de Bilbao-Begoña.

La presencia del jarrón en el patrimonio de la cultura occidental y los significados atribuidos a su simbología, han hecho de este elemento un blasón habitual en la heráldica europea. Utilizado como representación simbólica de lo femenino —como continente— el jarrón de oro o de plata con el adorno blanco de una o varias azucenas, es uno de los más habituales emblemas de la Virgen María.
En Oriente, en el budismo chino, el jarrón es uno de los ocho emblemas de la buena suerte, y su significado hace referencia a "la totalidad", el estado de suprema inteligencia en triunfo sobre el nacimiento y la muerte.